# Машунгу, Мариу Фернандеш
Мариу Фернандеш да Граса Машунгу (порт.  Mário Fernandes da Graça Machungo; 1 декабря 1940, Машише, Португальская Восточная Африка - 17 февраля 2020, Лиссабон) – мозамбикский политический и государственный деятель, член Политического бюро ФРЕЛИМО, управлявшее Мозамбиком в 1986 году, первый премьер-министром страны с 17 июля 1986 по 16 декабря 1994 года. экономист.

## Биография
В 1960-х годах изучал экономику в Лиссабонском политехническом институте. Работал в банке в Лиссабоне , после чего стал преподавателем в Университете Лоуренсу Маркеса (сегодня Университет имени Эдуарду Мондлане в Мапуту).
Член ФРЕЛИМО, участник национально-освободительной борьбы во время Войны за независимость Мозамбика.
Министр экономики и финансов (1974–1975), министр промышленности и торговли (1975–1976), министр сельского хозяйства (1978–1982). Губернатор Замбезии (1983–1986).
В 1984–1986 годах занимал пост министра планирования. Затем стал премьер-министром Мозамбика (1986–1994). Работал председателем правления и президентом национального банка BIM (Banco Internacional de Moçambique SA) и в Коммерческом банке Мозамбика.